# Coracero herido
Corazero herido (también Coracero herido saliendo del fuego) es un cuadro del pintor Théodore Géricault, realizado en 1814, que se encuentra en el Museo del Louvre.
Presentado en el Salón de París, no tuvo tan buena acogida como su primera obra, Oficial de cazadores a la carga.

## El tema
El cuadro formaba pareja con la obra de Géricault ya mencionada y perteneció al Duque de Orleans. El modelo era un militar retratado anteriormente por el autor.